# Aphodaulacus nigrotessellatus
Aphodaulacus nigrotessellatus är en skalbaggsart som beskrevs av Victor Ivanovitsch Motschulsky 1866. Aphodaulacus nigrotessellatus ingår i släktet Aphodaulacus och familjen Aphodiidae. Inga underarter finns listade i Catalogue of Life.